# 多田神社

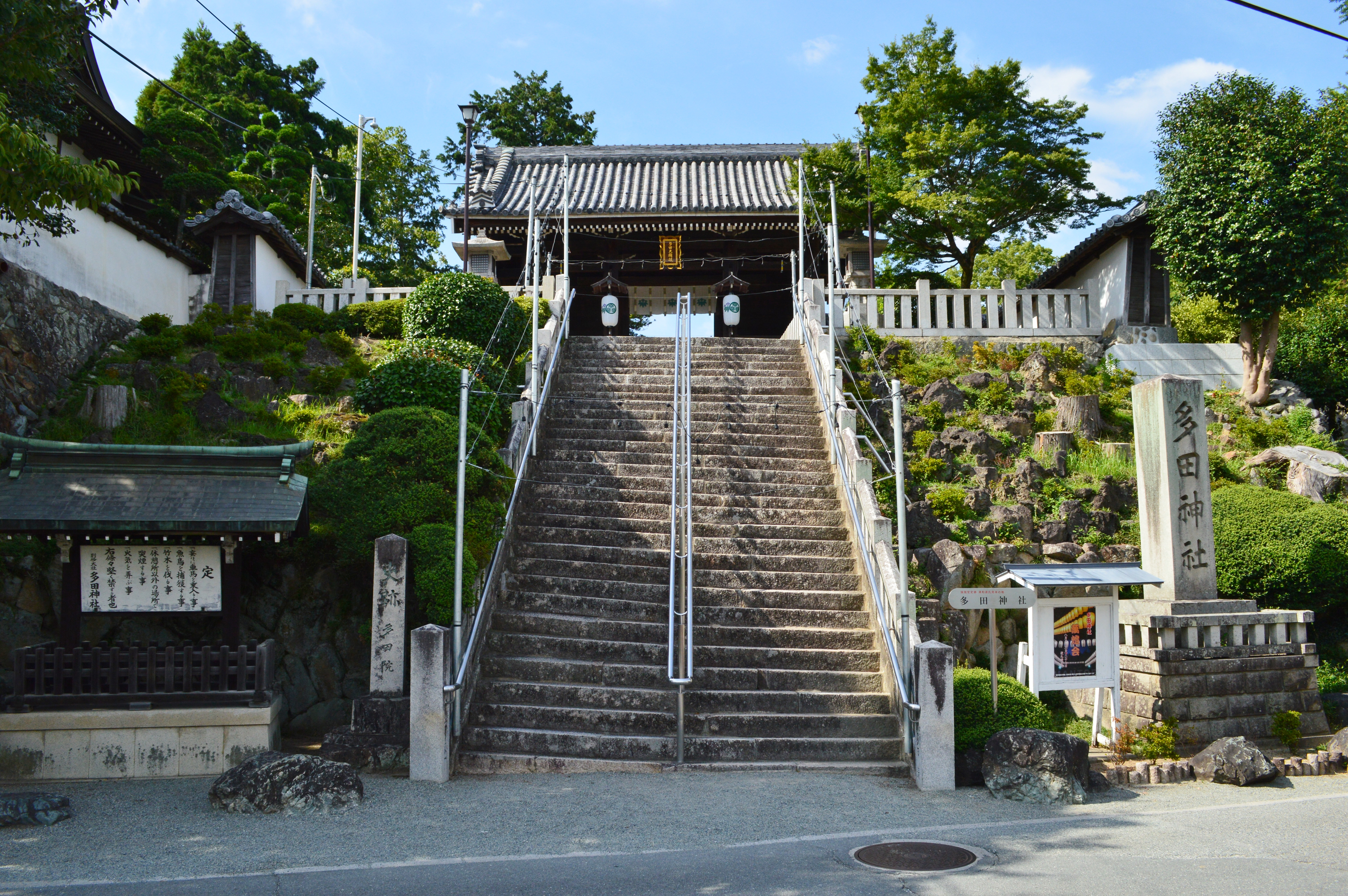
境内入り口

多田神社（ただじんじゃ）は、兵庫県川西市多田院多田所町にある神社。旧社格は県社で、現在は神社本庁の別表神社。
六孫王神社（京都府京都市南区）、壺井八幡宮（大阪府羽曳野市）とともに「源氏三神社」の1つ。前身は「多田院法華三昧寺」と号した天台宗のち真言律宗の寺院であり、境内は現在でも「多田院」の名称で国の史跡に指定されている。初期清和源氏の本拠地であった旧摂津国多田に鎮座する源氏一門の祖廟であり「清和源氏発祥の地」とも呼ばれる。

## 祭神
清和源氏興隆の礎を築いた源満仲からその曾孫・源義家までの五公を祀る。
- 源満仲（みなもと の みつなか）
神号「正一位 多田大権現」。六孫王源経基の長男。安和の変を契機に中央政界における武門としての地位を築き、諸国の受領を歴任。二度摂津守を務めた後、郎党と共に摂津国多田に入部し原初的武士団を養成した。晩年は出家して多田院を創建した。
- 源頼光（みなもと の よりみつ）
満仲の長男として藤原摂関家に仕え、諸国の受領を歴任し富を蓄えた。後世、頼光四天王を従えての酒呑童子討伐や土蜘蛛退治の伝説などで広く知られる。父より摂津国の地盤を継承し摂津源氏の祖となった。
- 源頼信（みなもと の よりのぶ）
満仲の三男として兄と共に藤原摂関家に仕え諸国の受領や鎮守府将軍を歴任。武勇に優れ、平忠常の乱を平定したことにより源氏の東国進出の足掛かりを築いた。晩年、河内守を務めた後に同国に地盤を築き、河内源氏の祖となった。
- 源頼義（みなもと の よりよし）
頼信の長男として武に優れ、諸国の受領や鎮守府将軍を歴任しながら東国において勇名を馳せる。前九年の役を平定したことにより東国における源氏の名声を確たるものとした。
- 源義家（みなもと の よしいえ）
頼義の長男として誕生し「八幡太郎」の通称は広く知られる。父に続き諸国の受領や鎮守府将軍を歴任し、東国における武門の棟梁的存在として後三年の役を平定した。その武威は遍く知れ渡り「天下第一武勇之士 」と称された。

## 歴史

### 平安時代
天禄元年（970年）に清和源氏の祖・摂津守源満仲が住吉大神の御神託を受けて当地に居館を構え、満仲の末子源賢を開山として天台宗寺院・多田院鷹尾山法華三昧寺（通称多田院）が建立された。その際に円融天皇より「此の城をもって禁裏守護職武門の棟梁万代の居城たるべし」との勅諚を賜ったとされる。このことから当地は清和源氏発祥の地と呼ばれている。以後、満仲は自らの武士団（後の多田院御家人）を率いてその館と多田院を中心に多田荘の開発に勤しんだ。
本尊の丈六釈迦如来像は満仲、文殊菩薩像は満仲の長男源頼光、普賢菩薩像は次男源頼親、四天王像は三男源頼信がそれぞれ願主となって作られたものである。平安時代の長徳3年（997年）8月27日に満仲が没すると多田院に葬られ、新たに廟所と満仲像を祀る御影堂が建立された。

### 鎌倉時代
以後は清和源氏の祖廟とされたが、この地を代々相続した多田源氏の没落と続く源氏将軍家の断絶により次第に衰微していった。鎌倉時代中期に鎌倉幕府執権・北条泰時が多田荘の地頭となると、以後は得宗家によって地頭職が相伝された。そこで幕府は多田院社殿の大規模な復興を行うこととし、文永10年（1273年）に西大寺の忍性を造営奉行に任じて再興させた。これにより多田院の宗旨は天台宗から真言律宗に転じ、やがては源頼光も祀るようになった。幕府は正応6年（1293年）には摂津国内に棟別銭10文を課して多田院の修築費用に充てさせている。
正和5年（1316年）10月13日には多田院堂供養が行われ、渡辺氏、能勢氏、塩川氏など50数名の多田院御家人が出席している。

### 室町時代
室町時代に入ると清和源氏である将軍足利尊氏が崇敬し、以後室町幕府の保護を受ける。延文3年（1358年）には2代将軍足利義詮によって尊氏の分骨が多田院に納められ、これ以降歴代足利将軍の分骨が埋葬されることとなった。なお、満仲の廟所はまれに「多田院鳴動」といって大事件の前触れとして廟が音を立てて震えることがあったという。室町時代だけでも、応永22年（1415年）、応永34年（1427年）、寛正5年（1464年）、文明4年（1472年）、文明14年（1482年）、長享元年（1487年）、延徳3年（1491年）、永正4年（1507年）の8回あったという。文明4年（1472年）には鳴動に関連して満仲に従二位が贈位されている。

### 戦国・江戸時代
戦国時代の天正5年（1577年）には織田信澄の軍勢による兵火によって社殿が焼失し以後荒廃したが、江戸時代に入り姫路藩主榊原忠次、老中・小田原藩主稲葉正則や多田院御家人の子孫などによって社殿の寄進や修復が行われた。なかでも清和源氏を称した徳川将軍家による崇敬は大きく、寛文5年（1665年）に4代将軍徳川家綱によって寺領500石の寄進がなされ、寛文7年（1667年）には本殿、拝殿、随神門などが再建された。そして分骨を納めた足利将軍家を倣い歴代徳川将軍の位牌が代々本殿に納められることとなった。さらに元禄8年（1695年）には5代将軍徳川綱吉による社殿の修復がなされ、その徳川家との強い結び付きから「西日光」とも称された。
そして満仲に「正一位多田権現」の神号が贈られると次第に多田院は寺から神社の色合いが強くなっていった。

### 明治以降
明治時代になると政府による神仏分離令により、仏教寺院であった多田院は従来の源満仲・源頼光に源頼信・源頼義・源義家の河内源氏三代を合わせた五公を祀る神社に移行した。その際、南大門にあった金剛力士像が1871年（明治4年）に満願寺に、境内の鐘楼は奈良県・西大寺に移されるなどしている。こうして当社は県社に列せられた。
戦後に神社本庁の別表神社に加列されている。

## 境内

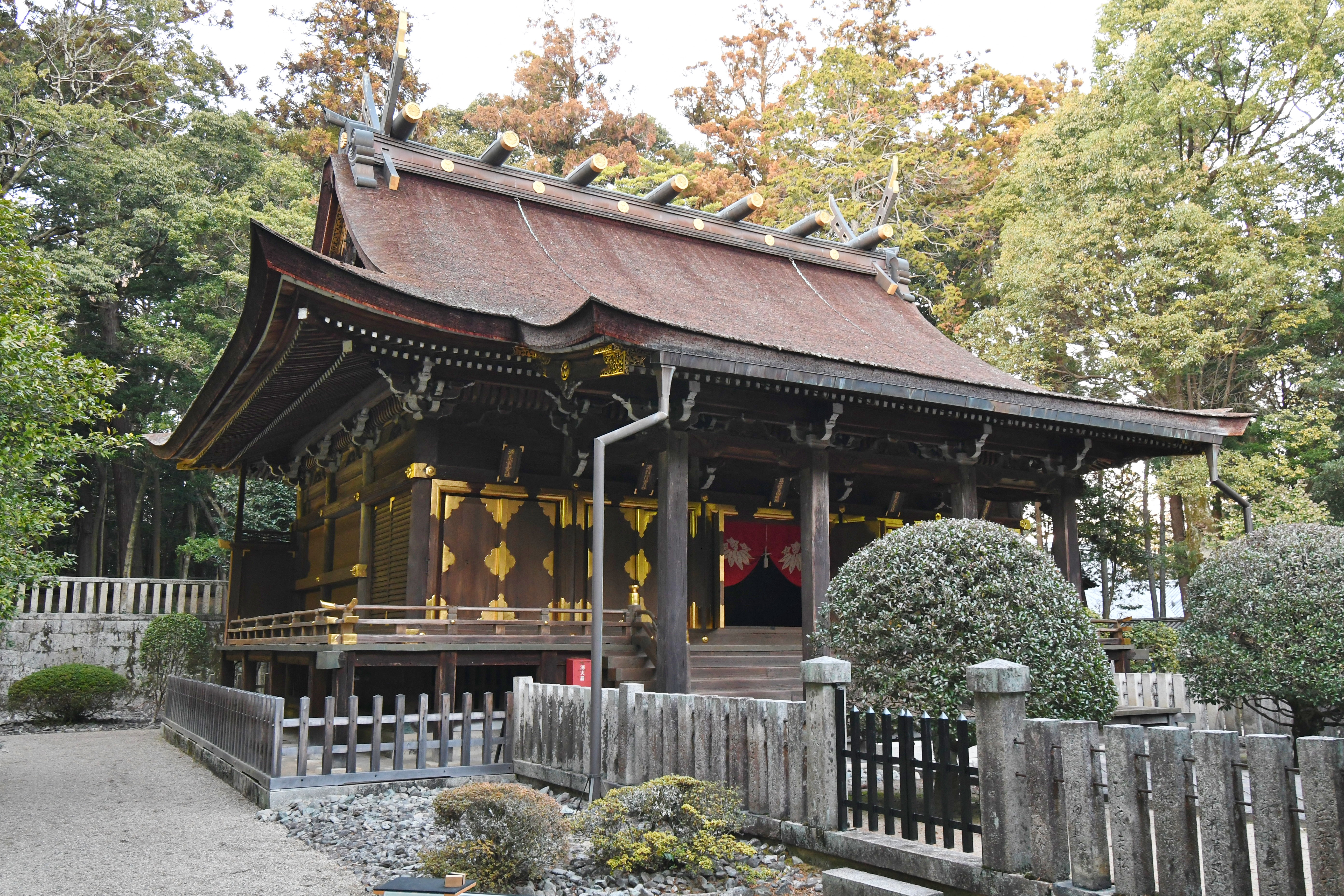
本殿（国の重要文化財）

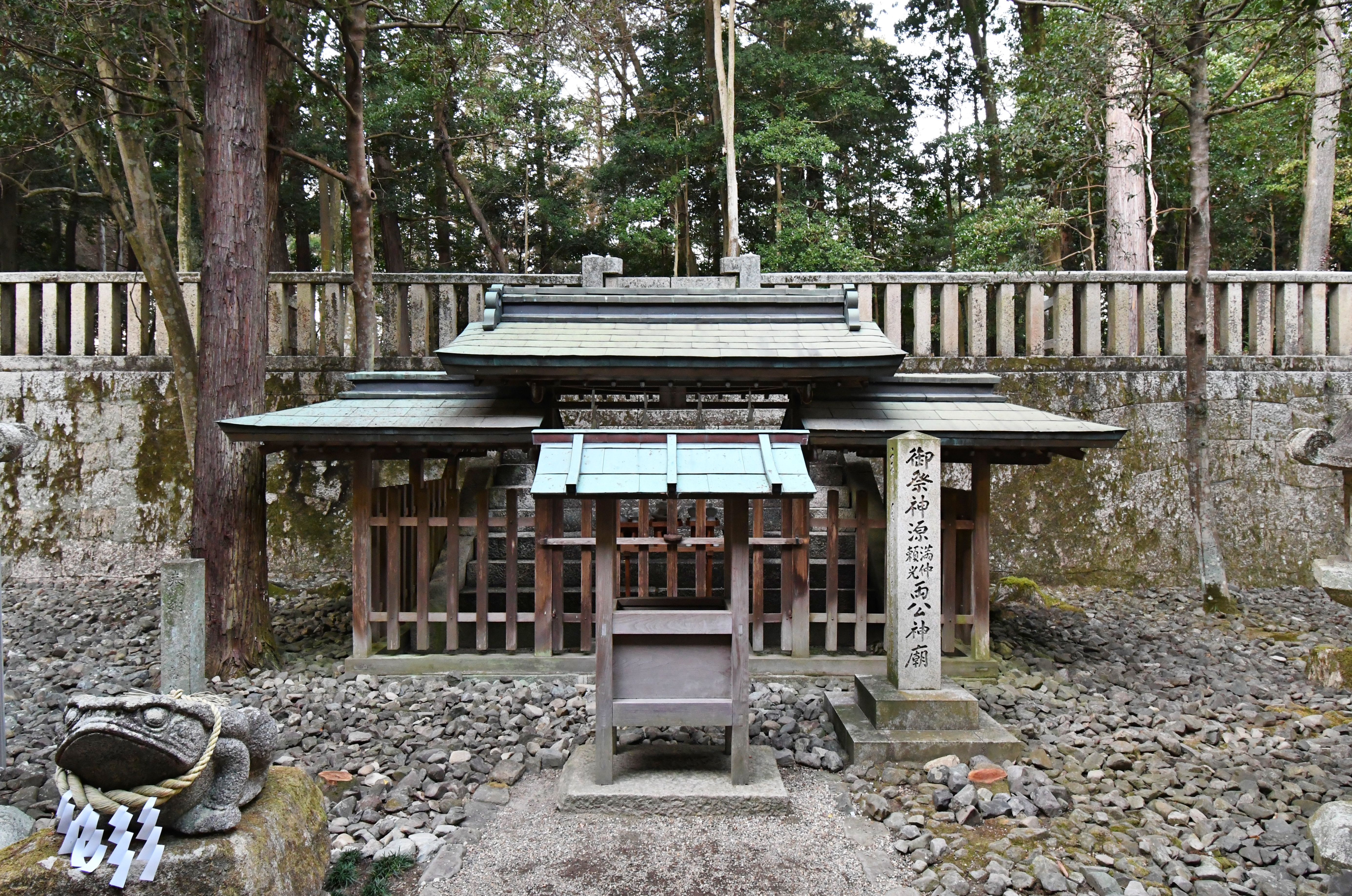
御神廟（源満仲・頼光廟）

- 本殿（重要文化財） - 寛文7年（1667年）に徳川家綱によって再建。桁行五間・梁間三間の入母屋造で、向拝三間を付し、屋根は檜皮葺。
- 御神廟 - 源満仲、源頼光の墳墓。さらにこれを取り囲むように足利尊氏以下、歴代足利将軍の分骨が埋葬される。
- 拝殿（重要文化財） - 寛文7年（1667年）に徳川家綱によって再建。桁行七間・梁間三間の入母屋造で、正面・背面に向拝三間を付し、屋根は檜皮葺。
- 鬼首洗池 - 源頼光が取ってきた酒呑童子の首を洗ったとされる池。
- 別当門
- 神輿庫
- 坊址門
- 神馬舎
- 宝蔵庫
- 横綱曙奉納の木
- 横綱貴乃花奉納の木
- 随神門（重要文化財） - 寛文7年（1667年）に徳川家綱によって再建。八脚門。三間一戸の八脚門。切妻造で、屋根は本瓦葺。
- 政所殿 - 1986年（昭和61年）に建築された儀式殿兼武道館。
- 政所門
- 宝物殿（国登録有形文化財） - 1929年（昭和4年）再建。源家宝刀の鬼切丸を所蔵している。
- 徳川光圀奉納の木
- 遥拝所　1940年（昭和15年）10月　清和源氏同族會設立記念として設置
- 社務所
- 儀式殿
- 旧多田院釈迦堂跡
- 妙法蓮華経記念碑 - 正徳2年（1712年）、国家安寧祈願のための法華経読誦一万部・書写百部の奉納を記念して建立された。
- 東門（兵庫県指定有形文化財） - 徳川家綱により再建。江戸時代初期の造営。切妻造で、屋根は本瓦葺。
- 西門（兵庫県指定有形文化財） - 徳川家綱により再建。江戸時代初期の造営。切妻造で、屋根は本瓦葺。
- 南大門（兵庫県指定有形文化財） - 延宝4年（1676年）再建。旧多田院の仁王門。桁行三間・梁間二間の切妻造で、屋根は本瓦葺。

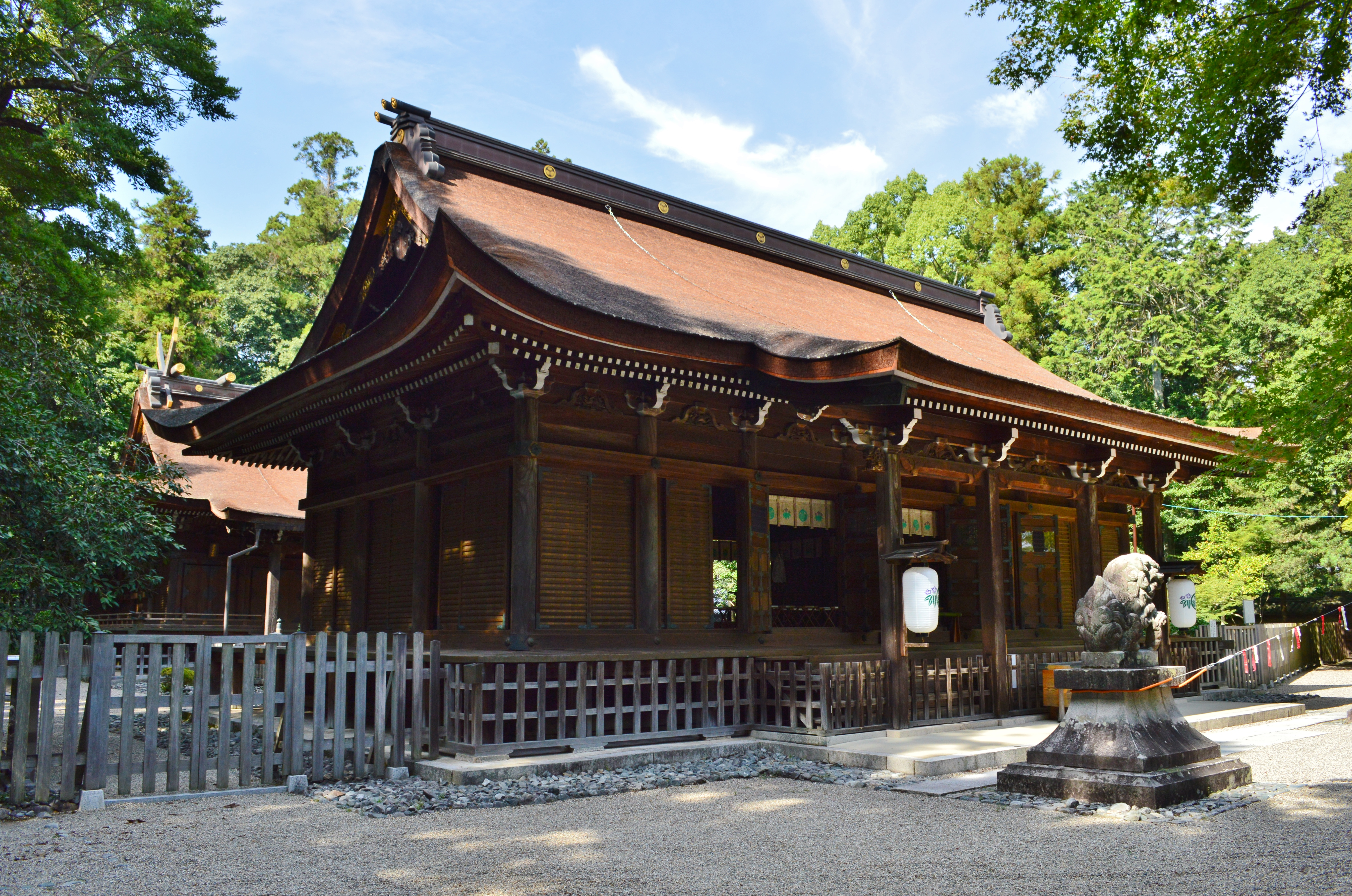
拝殿（重要文化財）
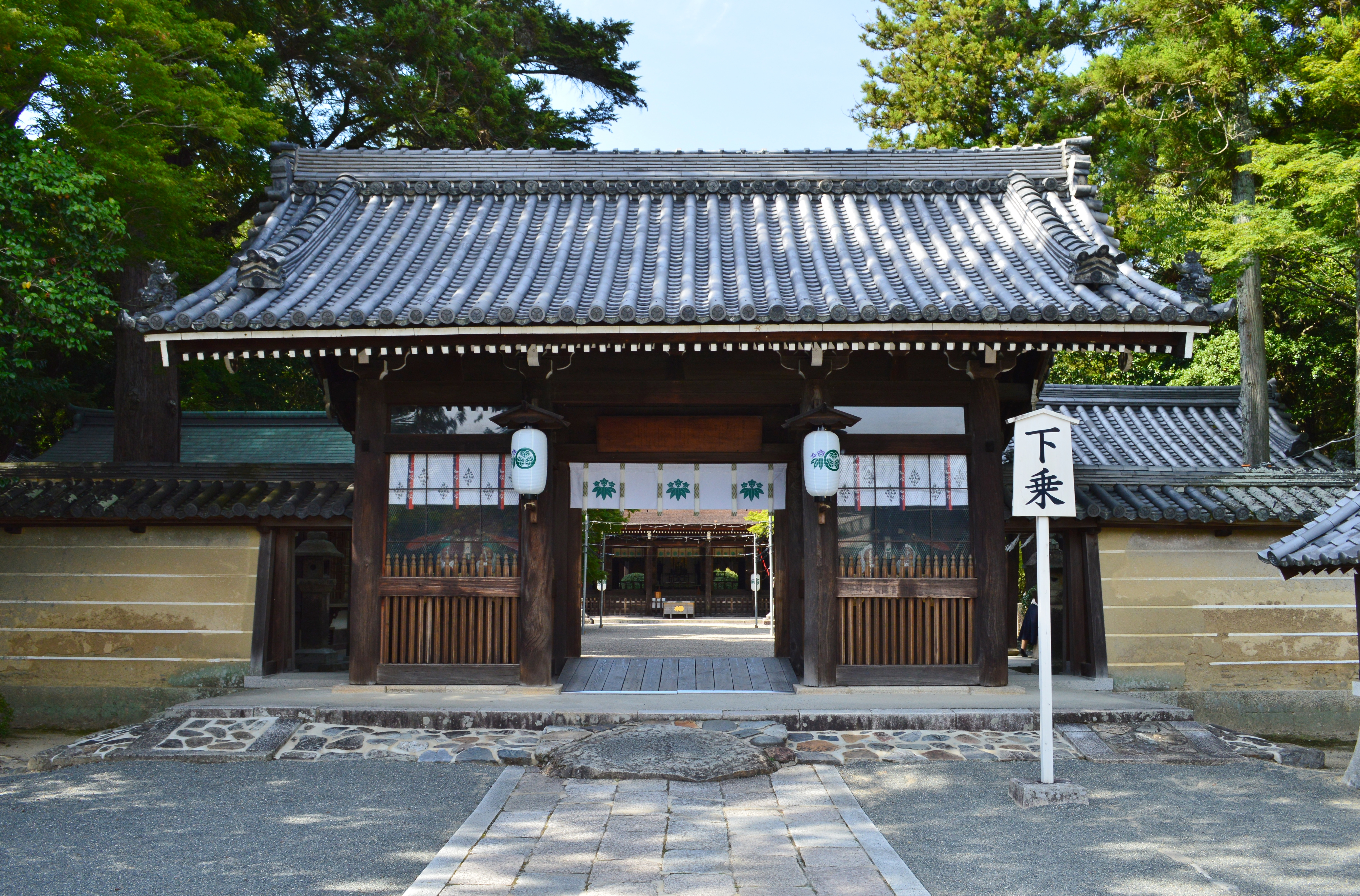
随神門（重要文化財）
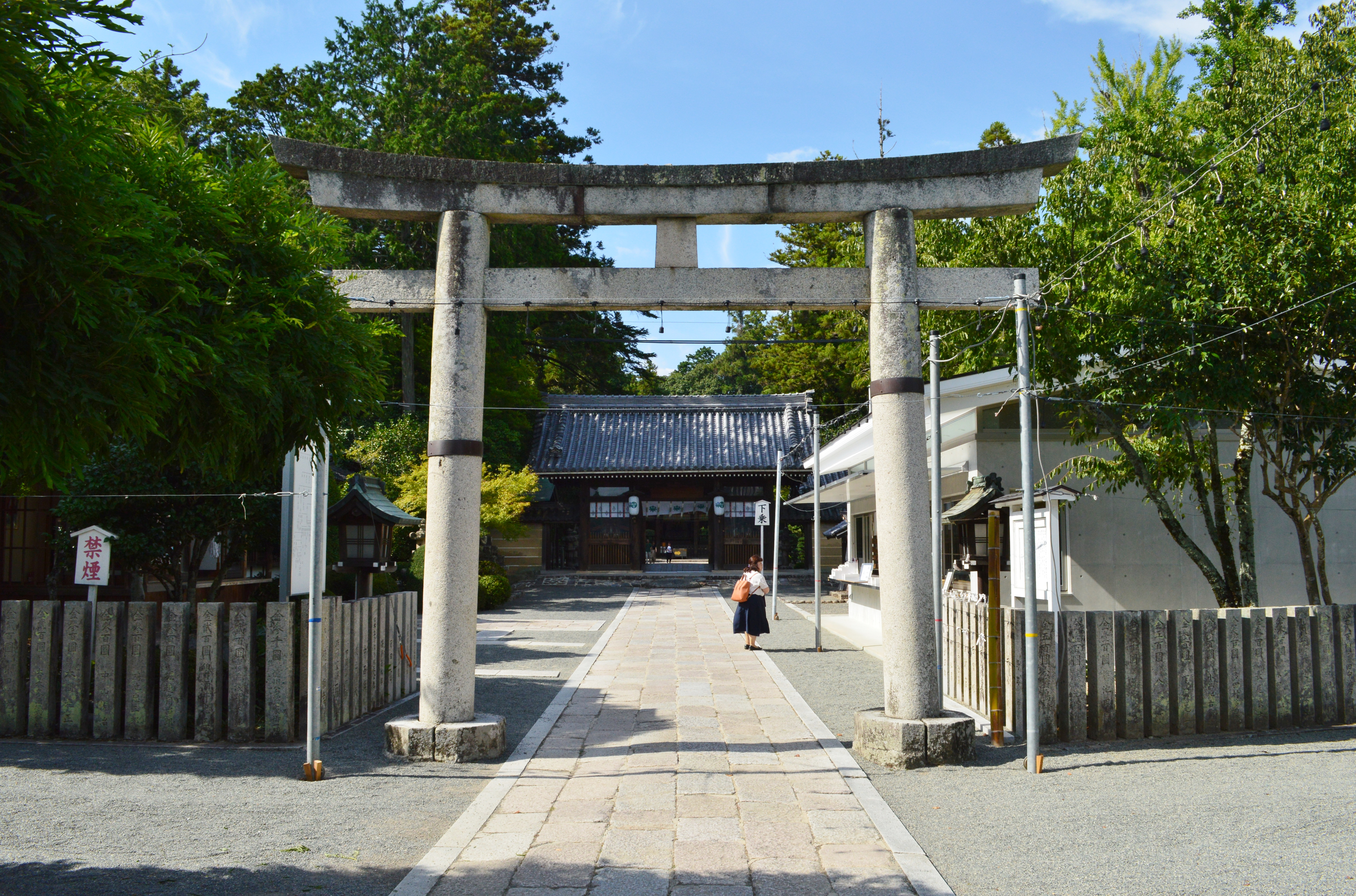
境内鳥居
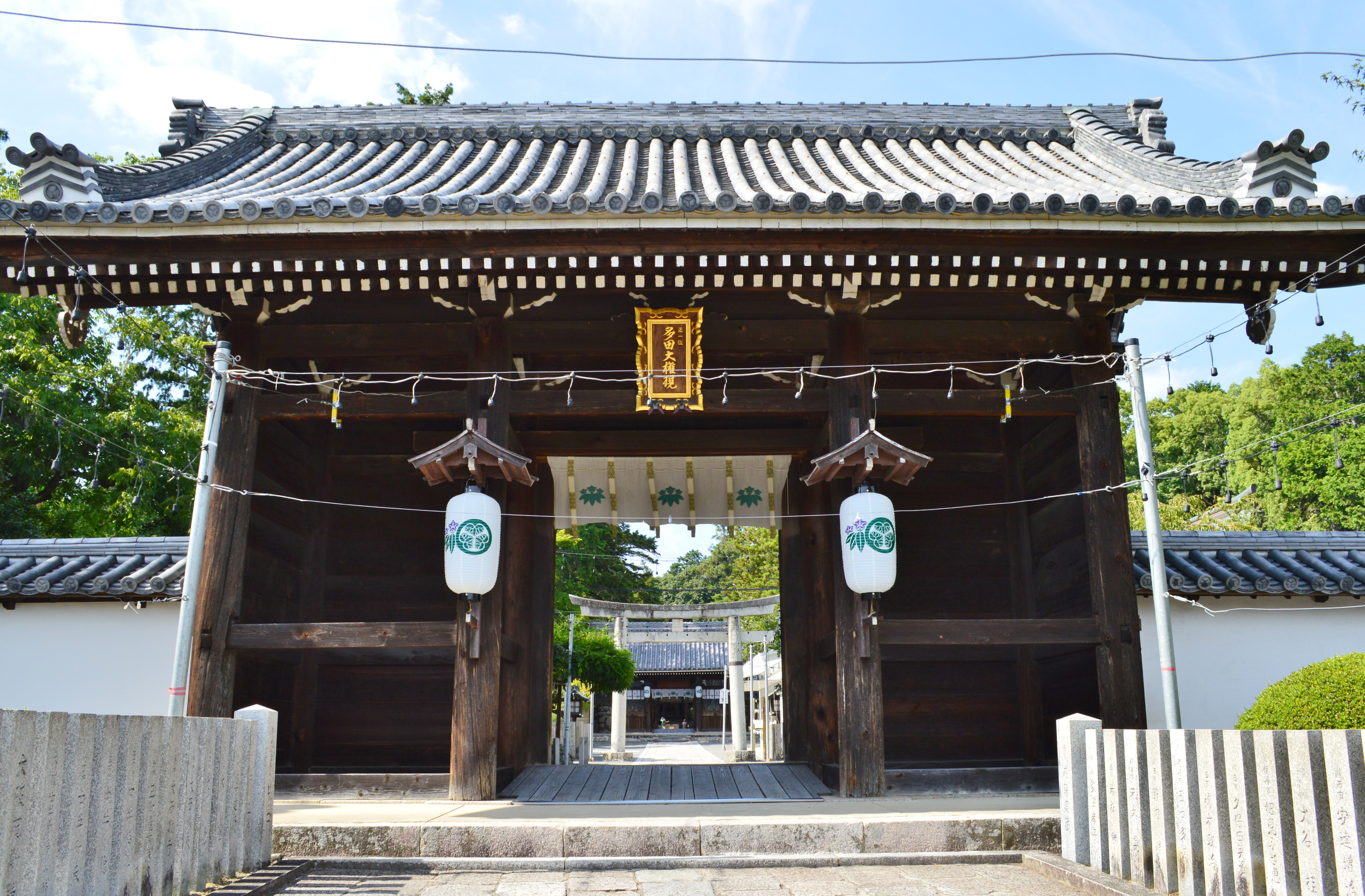
南大門（兵庫県指定文化財）
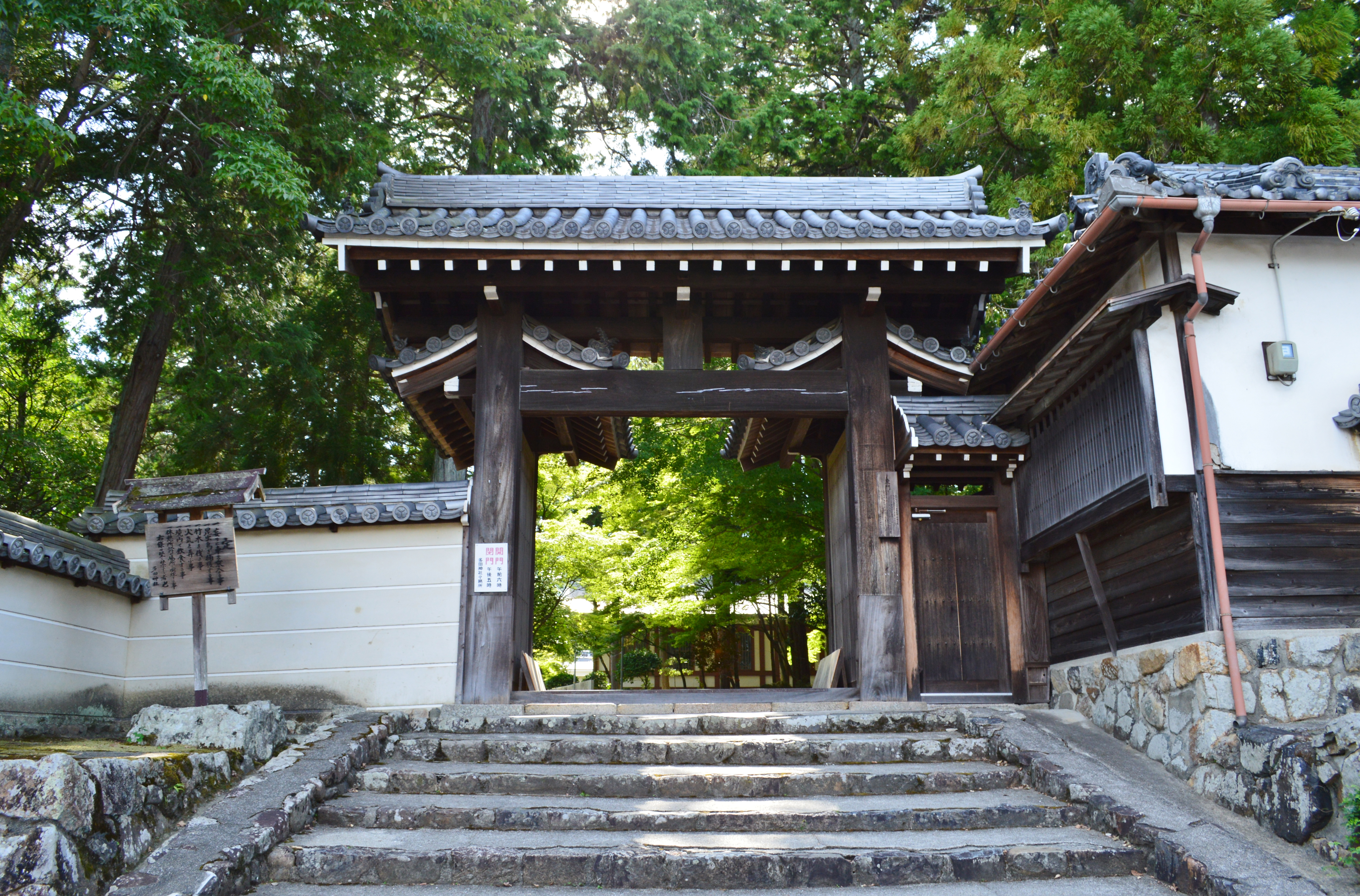
東門（兵庫県指定文化財）
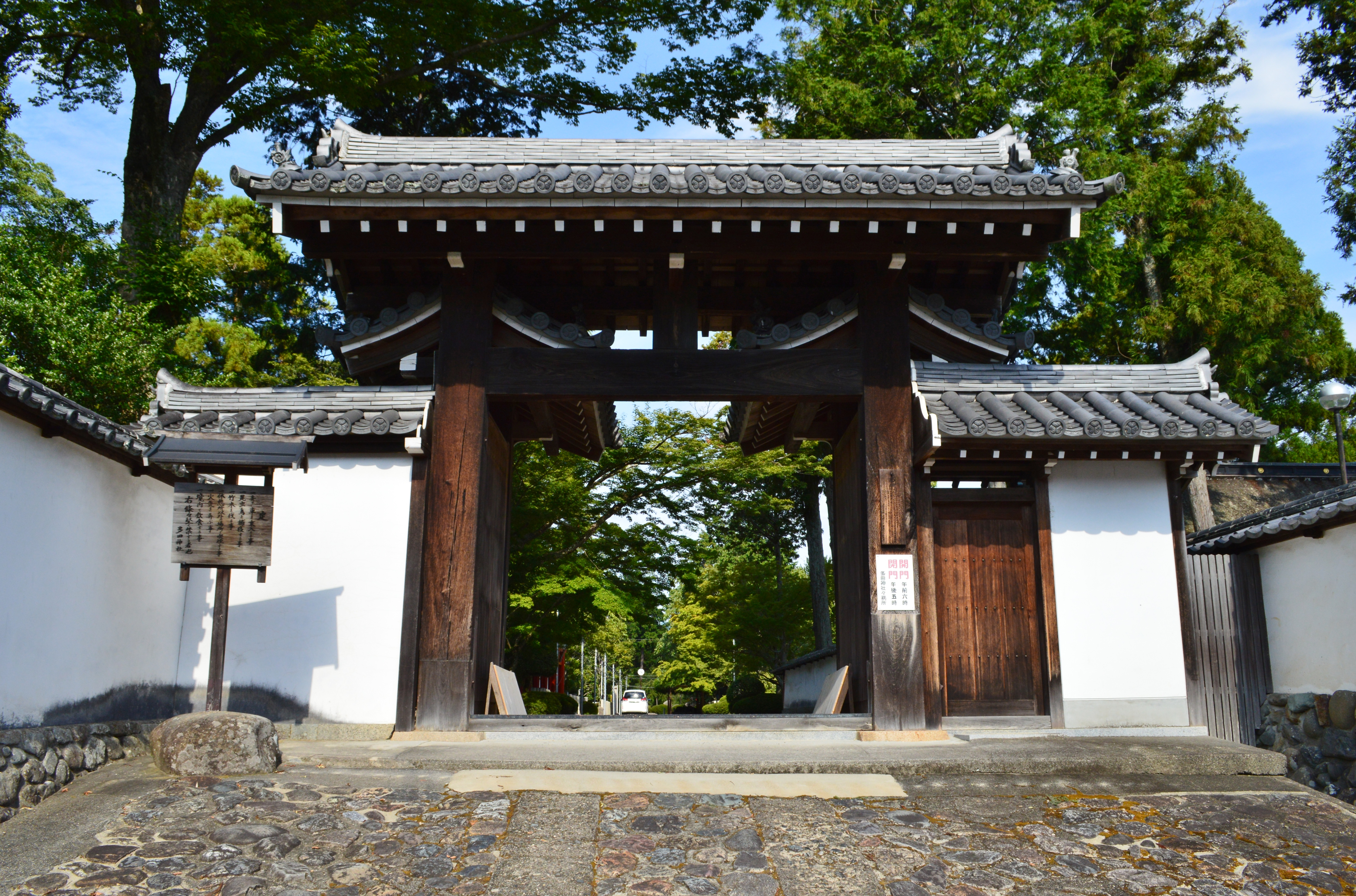
西門（兵庫県指定文化財）
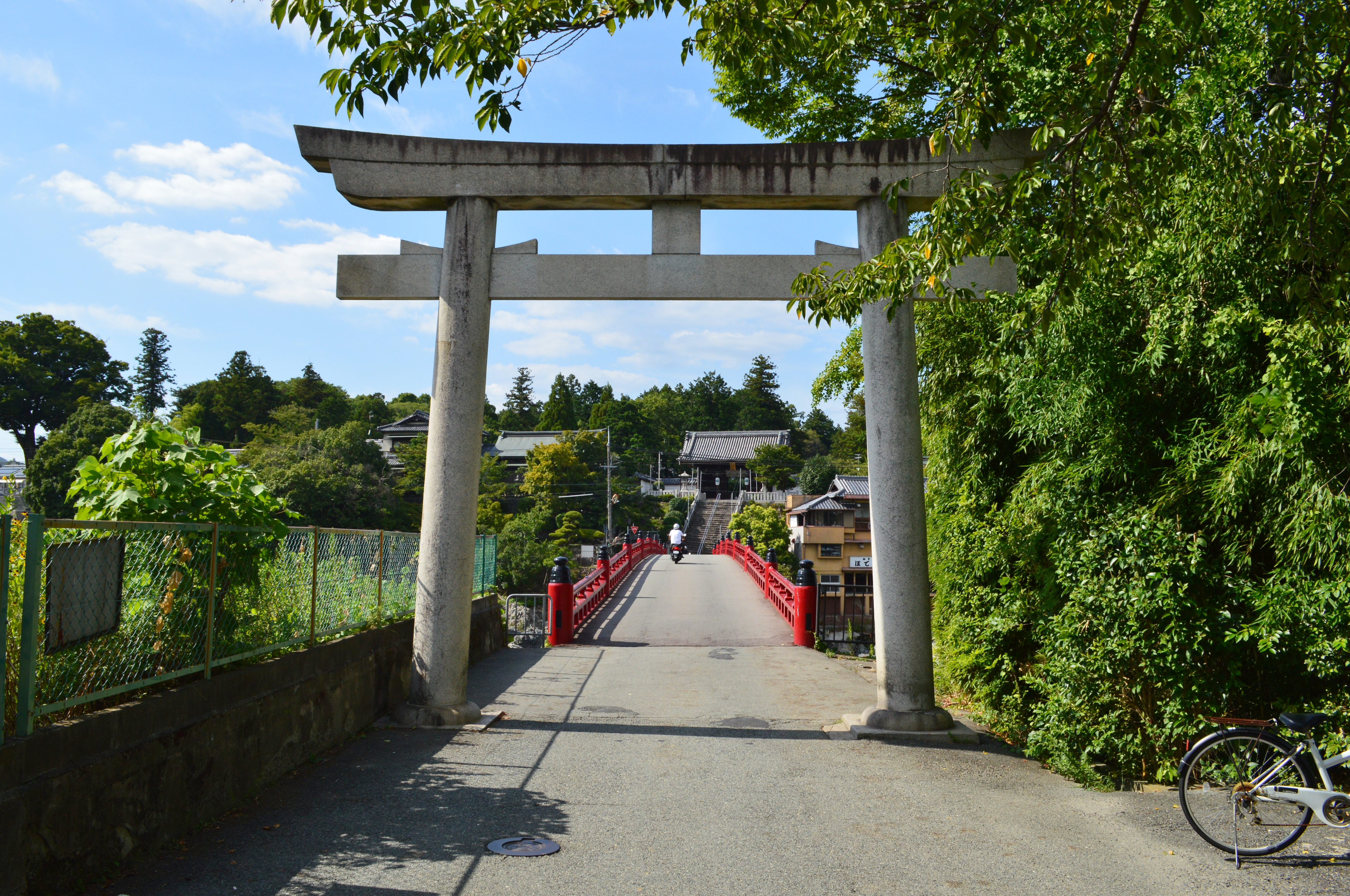
大鳥居
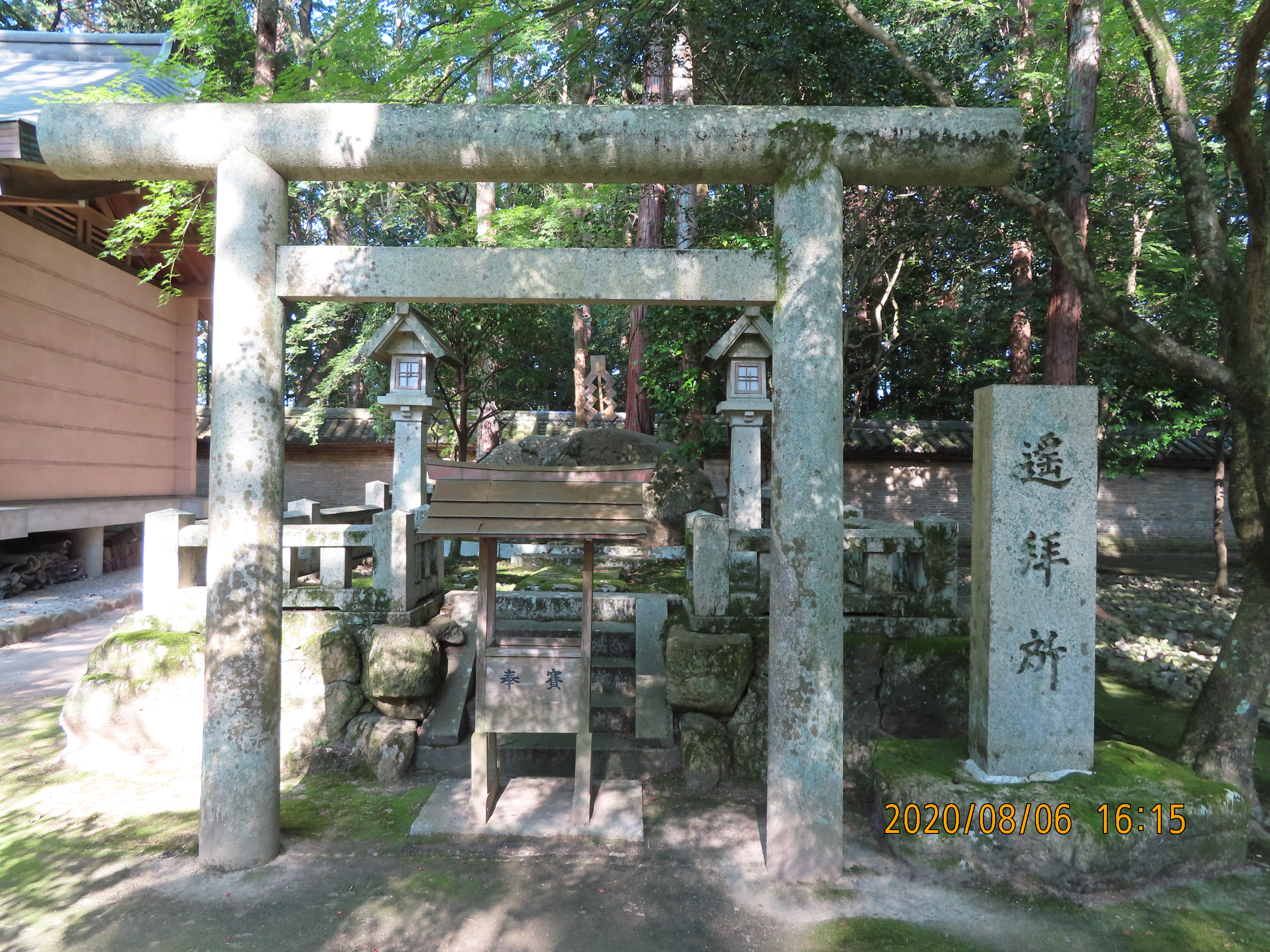
多田神社遥拝所

## 摂末社
- 多田院天満宮
- 田尻稲荷神社
- 厳島神社（兵庫県指定有形文化財） - 祭神：市杵嶋姫命。江戸時代初期の造営。一間社流造で、屋根は檜皮葺。旧多田院の弁財天社。
- 金刀比羅宮
- 六所宮（兵庫県指定有形文化財） - 伊勢神宮、賀茂神社、稲荷神社、春日神社、住吉神社、熊野神社の神を祀る。江戸時代初期の造営。三間社流造で、中央間に軒唐破風を付し、屋根は檜皮葺。旧多田院の鎮守社。多田荘72ケ村の総社。

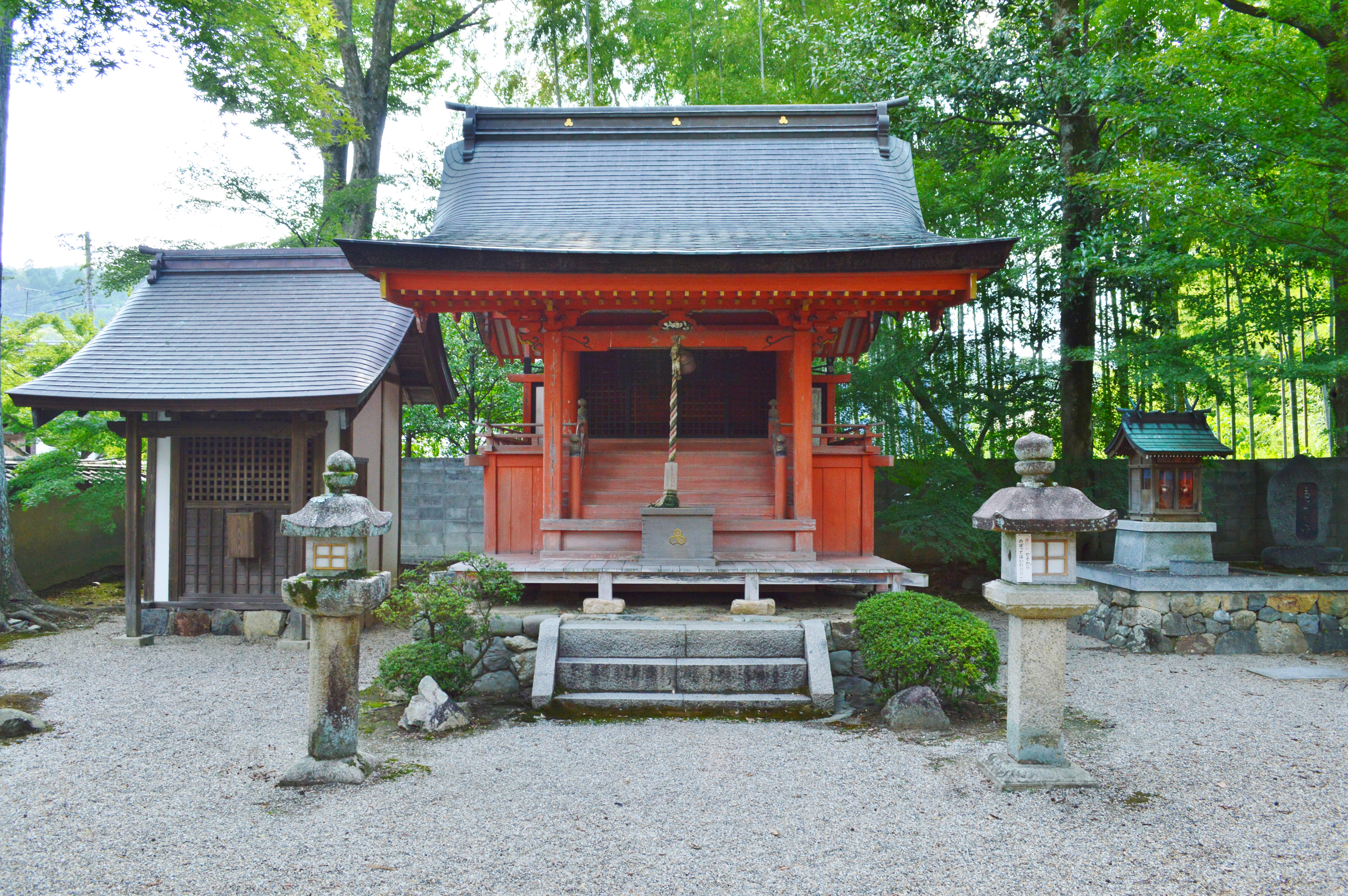
厳島神社（兵庫県指定文化財）
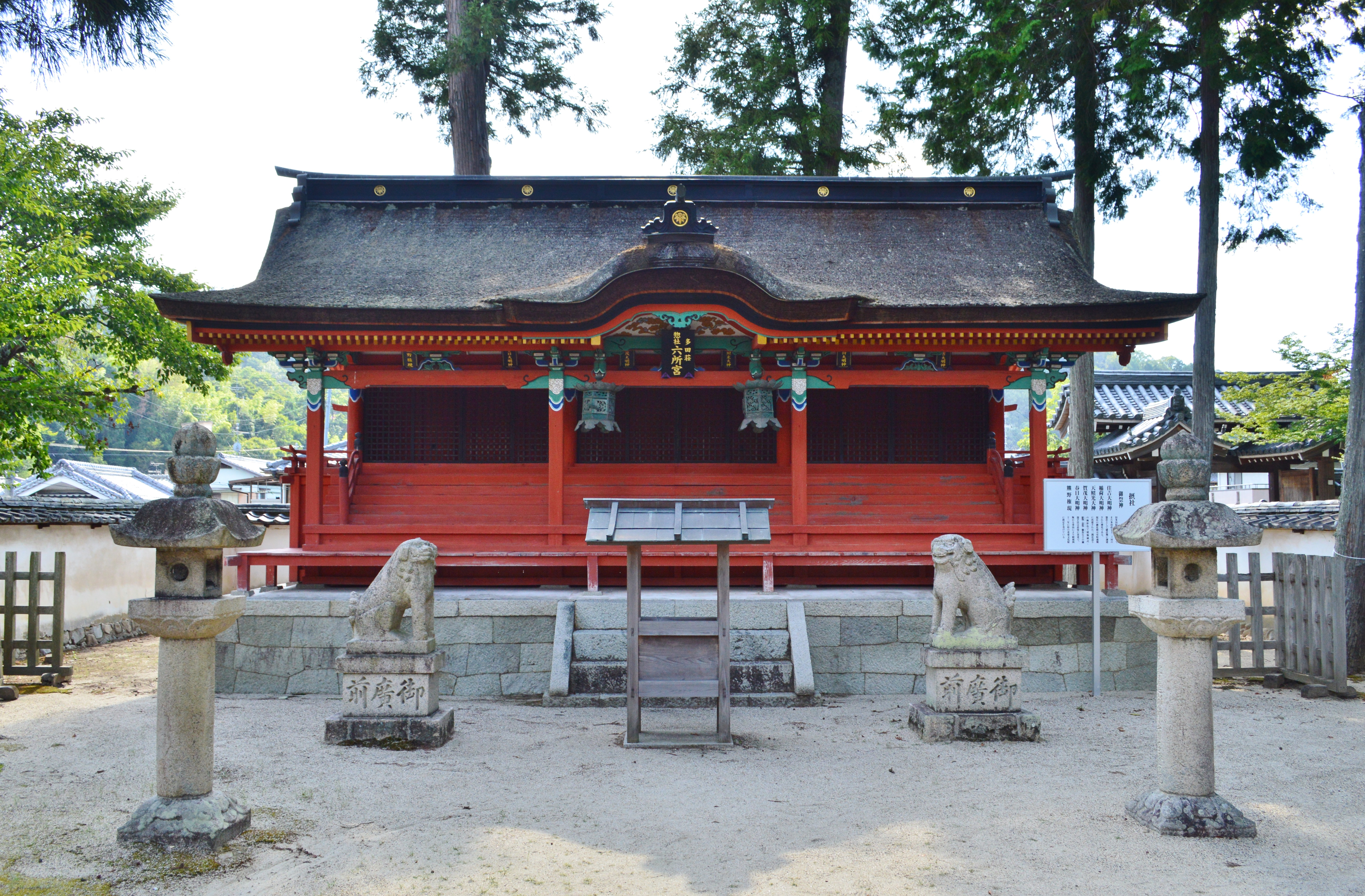
六所宮（兵庫県指定文化財）

## 文化財

### 重要文化財
- 多田神社 3棟（建造物） - 1966年（昭和41年）6月11日指定[2]。
  - 本殿 附：御本社目録 1冊、棟札 4枚
  - 拝殿 附：御拝殿目録 1冊
  - 随神門 附：八足門目録 1冊
- 多田神社文書（492通） 43巻（附 寛文三年、貞享五年多田院文書修理目録3巻）（古文書） - 鎌倉時代から桃山時代の文書。1988年（昭和63年）6月6日指定[3]。

### 国指定史跡
- 多田院 - 1951年（昭和26年）6月9日指定[4]。

### 国登録有形文化財
- 宝物殿（建造物） - 2019年（平成31年）3月29日登録[5]。

### 兵庫県指定有形文化財
- 南門（建造物） - 1968年（昭和43年）3月29日指定[6]。
- 東門（建造物） - 1968年（昭和43年）3月29日指定[6]。
- 西門（建造物） - 1968年（昭和43年）3月29日指定[6]。
- 六所神社本殿（建造物） - 1969年（昭和44年）3月25日指定[6]。
- 厳島神社本殿（建造物） - 1969年（昭和44年）3月25日指定[6]。

### 川西市指定有形文化財
- 多田神社随神門の随神（彫刻） - 1981年（昭和56年）1月28日指定[5]。
- 多田神社神輿（工芸品） - 1974年（昭和49年）3月30日指定[5]。
- 多田神社本殿内宮殿（工芸品） - 1974年（昭和49年）3月30日指定[5]。
- 多田神社本殿内厨子（工芸品） - 1974年（昭和49年）3月30日指定[5]。

## アクセス
- 能勢電鉄妙見線多田駅下車 徒歩西へ15分
- 阪急バス 川西バスターミナルまたはJR川西池田から「多田神社前」下車 徒歩北へ2分

### 拝観時間
- 拝観時間 : 6時 - 17時/日・祝のみ9時 - 16時（宝物殿）※宝物殿は現在閉館中

## 川西市源氏まつり
四月には、源満仲や源頼光、源頼信、源義家から源実朝までの歴代の源氏の武将の武者行列のある「源氏まつり」が盛大に行われ、巴御前や静御前らの女性は公募で選ばれた女性たちが扮する。源氏の霊廟の性格から、源氏の個々の武士ではなく、清和源氏の武士がほぼ全員登場するところが特徴。また、『平家物語』では鹿ケ谷の密告者として評判のよくない多田行綱も、当社の源氏まつりでは、源頼朝や源義経、源義仲などと同じく源氏の主要な武将の一人として馬上の武者行列に登場する。人気があるのは公募で選ばれた女性が扮する巴御前などの女性陣である。

## トラブル
国の史跡となっている多田神社の約5万平米の境内に対して、総額で16億円の根抵当権が設定されていることが判明。また、債権者のうちの1社の申し立てにより2024年9月に神戸地方裁判所尼崎支部により競売開始が決定し、それに対して多田神社が異議を申し立てていると報じられた。報道によると、2024年2月に急死した当時の宮司が借金の担保にしたと見られている。神社関係者は知らされておらず、契約書も残されていないとしている。
登記情報から、根抵当権は4件設定されていることが判明。2023年9月15日に京都市西京区の個人を債権者とする根抵当権極度額4億円、2023年9月28日に京都市右京区の法人を債権者とする根抵当権極度額1億3千万円、2023年10月16日に大阪府豊中市の個人を債権者とする根抵当権極度額7千万円、2024年2月21日に大阪府岸和田市の個人を債権者とする根抵当権極度額10億円と、最初の根抵当権設定登記がされた2023年9月15日から2024年2月21日の約5か月の短期間に、16億円にも及ぶ根抵当権が設定されている。最後の2024年2月21日に10億円の根抵当権が設定された直後の2024年2月29日に宮司が死亡している。